# Аджилити
Аджилити (на английски: Agility) е кучешки спорт, при който кучето трябва за възможно най-малко време да премине през терен, пълен с различни препятствия. Кучетата се освобождават от каишките и поводите, без никакви храна или играчки като подбуда. Собствениците на кучетата не трябва да докосват нито животните, нито препятствията по време на състезанието. Те контролират питомците си чрез специфични мимически жестове и звуци, усвоени по време на обучението на кучетата.
Аджилити за първи път е представено на демонстрания в Великобритания в края на 1970-те. Оттогава то претърпява голямо развитие и се превръща в един от най-известните спортове за кучета. Основните препятствия са следните: А-рампа, рампа, люлка, тунел, гума, прескок, дълъг прескок и др. Обикновено те се преминават под формата на буквата „U“. В аджилити могат да участват всякакви породисти и непородисти кучета, стига да са навършили 1 година. Една от най-използваните породи е бордър коли. По правилника на FCI, в спорта има три нива – A1, А2 и А3. Нивото за начинаещи е А0, което не е официално.